# Lamborghini 291
Chronologie des modèles (1991)
La Lamborghini 291, également appelée Lambo 291, est la monoplace de Formule 1 conçue par l'ingénieur italien Mauro Forghieri pour le compte de Lamborghini et engagée par l'écurie italienne Modena Team dans le cadre du championnat du monde de Formule 1 1991. Elle est pilotée par l'Italien Nicola Larini et le Belge Eric van de Poele.
À l'origine, ce châssis, nommé GLAS 001, est développé dès 1989 pour l'écurie mexicaine GLAS qui souhaite s'engager en Formule 1 en 1991. Mais le projet n'aboutit pas puisque son initiateur, Fernando Gonzalez Luna, un homme d'affaires mexicain recherché pour trafic de cocaïne, part en cavale quelques jours avant la présentation de la monoplace, fin juin 1990, en marge du Grand Prix du Mexique.
Lamborghini reprend le châssis et effectue un premier déverminage en juillet 1990 sur le circuit d'Imola, avec Mauro Baldi à son volant. La 291 est ensuite confiée à la nouvelle écurie Modena Team, fondée par Carlo Patrucco, le vice-président de la Confindustria.
En championnat, la 291 se montre très peu performante : en trente-deux engagements, elle ne permet à ses pilotes de se qualifier qu'à six reprises. La meilleure performance de la saison est une septième place obtenue par Larini lors du Grand Prix des États-Unis. Les mauvaises prestations de ce châssis poussent Lamborghini à interrompre son partenariat avec Modena qui, faute d'argent, ferme ses portes à l'issue de la saison.

## Contexte et développement

### GLAS, un projet d'écurie mexicaine mort-né

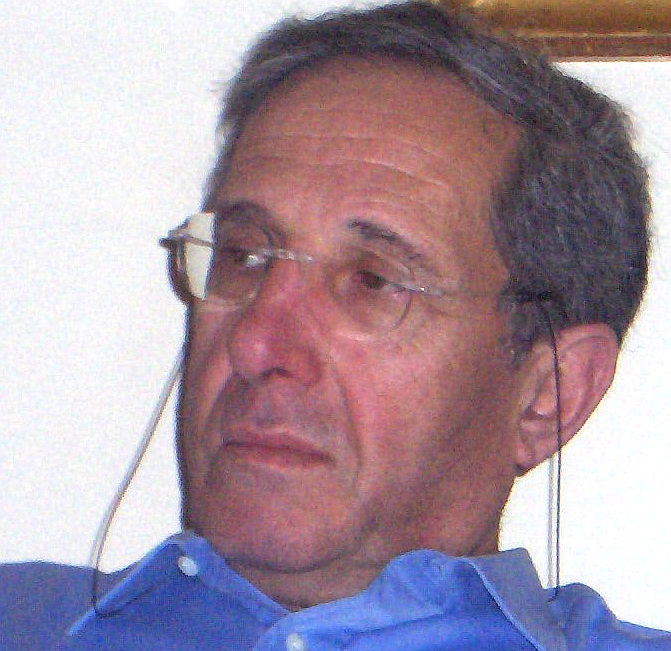
Mauro Forghieri, le concepteur de la Lamborghini 291, travaille sur cette monoplace depuis l'automne 1989.

Dès août 1989, Fernando Gonzalez Luna, un homme d'affaires mexicain, fonde l'écurie GLAS et prévoit de s'engager en Formule 1 en 1991 au nom de l'entité italienne So.Ge.Team. À l'automne 1989, Mauro Forghieri et Mario Tollentino, l'ancien directeur technique de l'écurie Alfa Romeo dans les années 1980, commencent à travailler à la conception d'une monoplace de Formule 1 pour le constructeur italien Lamborghini. Forghieri développe les suspensions et la boîte de vitesses tandis que Tollentino est chargé du châssis. Cette monoplace, associée à un moteur V12 Lamborghini, doit être fournie à GLAS. L'équipe mexicaine, dirigée par Leopoldo Canettoli, un ancien journaliste italien, songe à recruter le Mexicain Giovanni Aloï pour piloter la GLAS 001 lors un programme d'essais menés en 1990 à Imola, Monza, Hockenheim et Estoril. Pemex, une entreprise pétrolière mexicaine, est annoncée comme le commanditaire principal de GLAS : ce projet d'écurie mexicaine est alors considéré comme sérieux par les observateurs de la discipline.
Une semaine précédant le Grand Prix du Mexique 1990, organisé à la fin juin, le moteur V12 de la 291 est démarré dans son lieu d'assemblage, à Sant'Agata. La présentation et le premier roulage de la nouvelle monoplace sont prévus en marge de l'épreuve mexicaine, mais, quelques jours plus tôt, Gonzalez Luna, recherché par Interpol pour trafic de cocaïne part en cavale. Lamborghini, qui avait expédié la GLAS 001 à Paris pour l'acheminer par avion sur le circuit de Mexico, la ramène dans ses ateliers à Modène. Le 10 juillet, la presse spécialisée rapporte que Gonzalez Luna a fait faillite, mais que les commanditaires italiens du projet, dont Lamborghini, sont prêts à poursuivre leurs intentions de s'engager en Formule 1,,.

### La reprise du projet par Modena
Des rumeurs affirment alors que les frères Abed, propriétaires du circuit de Mexico, projettent de reprendre l'écurie GLAS afin de médiatiser leur implication en Formule 1. Finalement, en septembre 1990, Lamborghini, qui ne souhaite pas s'engager directement dans la discipline-reine du sport automobile, craignant que d'éventuelles mauvaises performances de sa monoplace ne nuisent à sa réputation, décide de confier la monoplace à Modena Team, engagée en tant qu'écurie semi-officielle. Cette nouvelle structure est dirigée par Carlo Patrucco, le vice-président de la Confindustria, qui a racheté GLAS deux mois plus tôt. Leopoldo Canetoli conserve son poste de directeur sportif tandis que Mauro Forghieri prend la direction technique. La GLAS 001, renommée Lamborghini 291, fait ses premiers tours de roues, avec Mauro Baldi à son volant, tandis que l'Italien Nicola Larini et le Belge Eric van de Poele sont titularisés pour la saison 1991,,. La 291 se distingue par des pontons très bas qui carènent des radiateurs presque parallèles à la coque. Le châssis arbore une livrée bleue parsemée de nombreux sponsors, ce qui laisse présager la fragilité des finances de l'écurie.

## Conception de la monoplace

### Aspects techniques

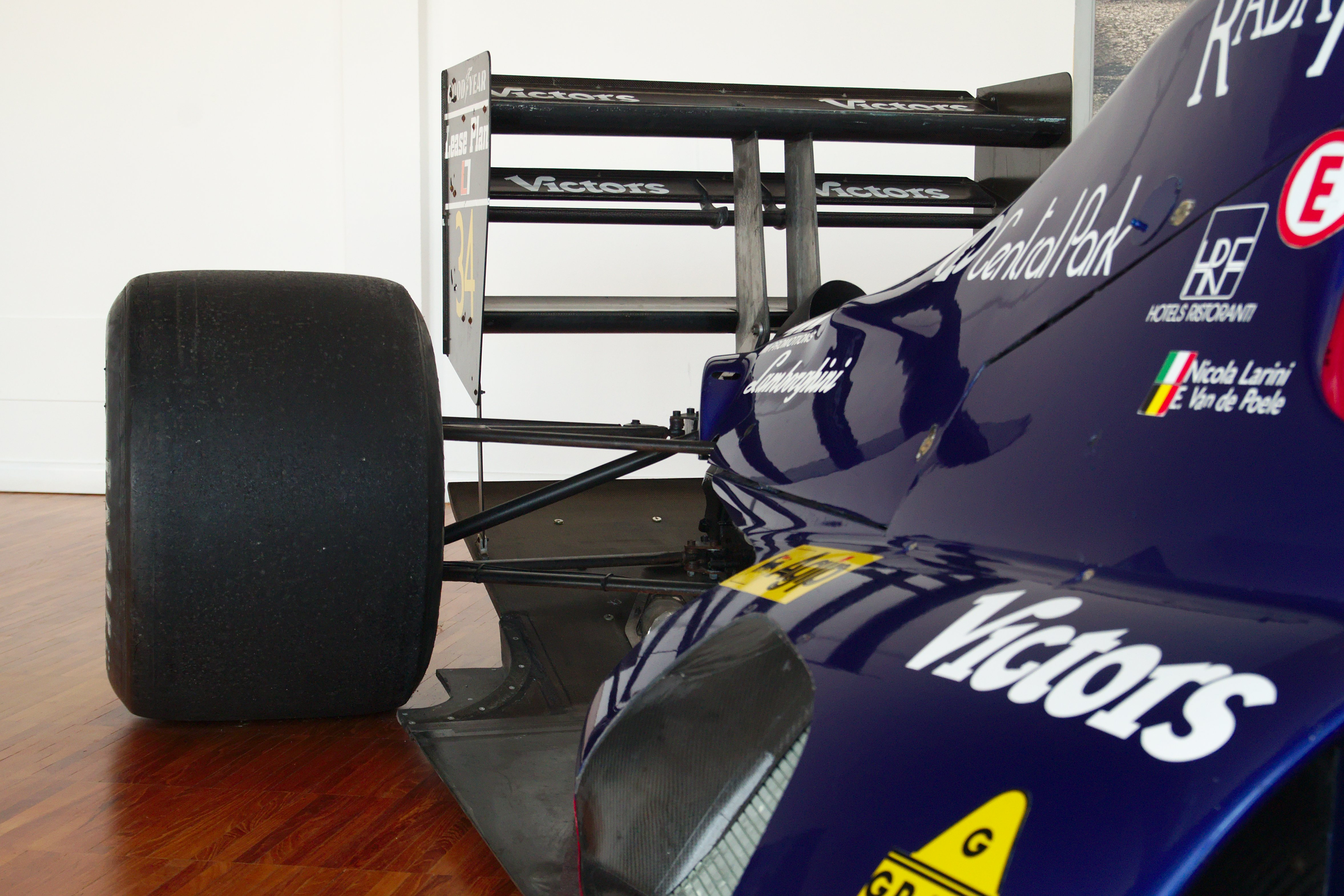
Le capot moteur de la Lamborghini 291.

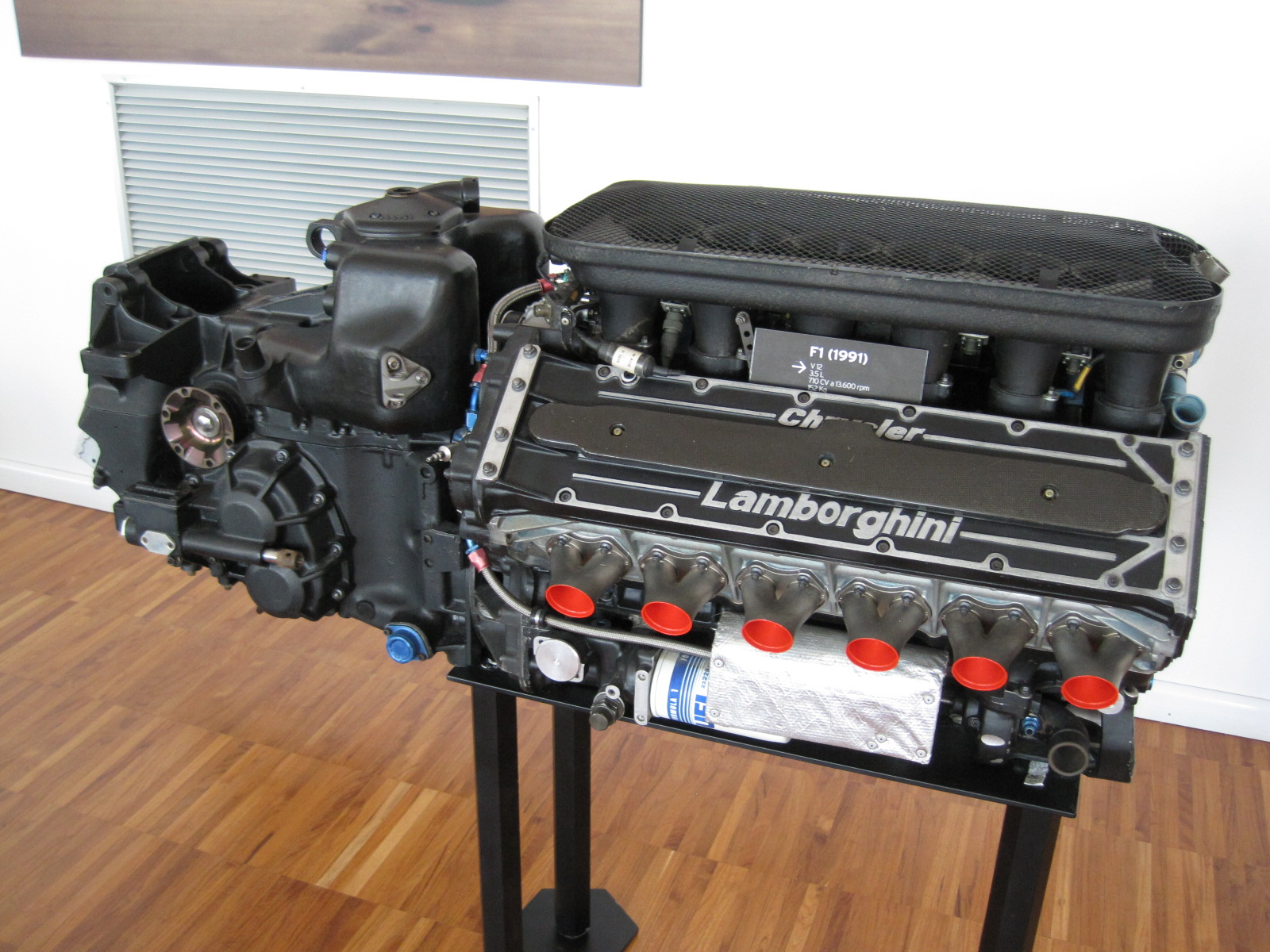
La Lamborghini 291 est mue par un moteur V12 conçu en interne en 1989.

La Lamborghini 291 est développée par Mauro Forghieri et Mario Tolentino dès l'automne 1989 pour le compte de Lamborghini, qui souhaite associer son moteur V12 3512 à un châssis fabriqué en interne. D'une masse de 510 kilogrammes avec son pilote, la 291 est dotée d'un châssis monocoque en fibre de carbone. Son empattement est de 2 915 mm. La voie avant est de 1 825 mm tandis que la voie arrière est de 1 680 mm. Aérodynamiquement, la 291 se distingue des autres monoplaces par ses pontons inclinés où sont logés les radiateurs de refroidissement du moteur, et par des montants latéraux triangulaires. Les suspensions adoptent une architecture simple, composée de poussoirs et d'amortisseurs fournis par Koni. Le freinage est assuré par des freins à disque conçus par Carbone Industrie et par des étriers développés par Brembo alors que les pneumatiques sont fournis par Goodyear,.
La 291 est propulsée par un moteur V12 Lamborghini 3512 ouvert à 80 degrés de 3 493 cm3 de cylindrée, développant 640 chevaux à 13 400 tours par minute. D'une masse de 150 kilogrammes, il s'agit d'un bloc atmosphérique, à injection directe, composé de quatre arbres à cames et de quatre soupapes par cylindre. Ce moteur a été mis au point en 1989 pour le compte de l'écurie Larrousse. L'année suivante, l'écurie française conserve son partenariat avec Lamborghini, qui fournit également Team Lotus et apporte une vingtaine de chevaux supplémentaires. Le bloc italien, bien que plus puissant que ceux développés par Ford-Cosworth, reste l'un des moins performants du plateau : il rend soixante chevaux au moteur V10 Renault RS3 qui équipe les Williams FW14 et soixante-dix chevaux au bloc V12 Honda RA121E des McLaren MP4/6. Le moteur est alimenté par une essence et un lubrifiant fournis par Agip. La transmission est assurée par une boîte de vitesses transversale à six vitesses fabriquée en interne,,.
Dès septembre 1990, Gérard Larrousse, le patron de l'écurie éponyme, soupçonne Lamborghini de s'être inspirée de la Lola 90 engagée par son équipe pour concevoir la 291 : il explique que des ingénieurs italiens rôdent depuis plusieurs mois autour de sa monoplace, en prenant des notes sur « certains détails » de cette voiture.

### Premiers tours de roue
En juillet 1990, Lamborghini, désireuse de voir sa création en piste, organise une séance d'essais sur le circuit d'Imola en Italie et confie la 291 à Mauro Baldi qui a piloté en Formule 1 entre 1982 et 1985. Lors de ces essais, ponctué par un accident endommageant la monoplace, l'Italien réalise soixante-huit tours et réalise son meilleur temps en 1 min 31 s 851, avec une vitesse de pointe établie à 301 km/h. La 291 rend huit secondes à la McLaren MP4/5 d'Ayrton Senna, auteur de la pole position lors du Grand Prix de Saint-Marin disputé sur ce même circuit. Cette performance n'aurait pas permis à Baldi de se préqualifier pour cette épreuve, ce qui suggère que Modena Team évoluera en fond de grille en 1991,.

## Choix des pilotes

### Nicola Larini

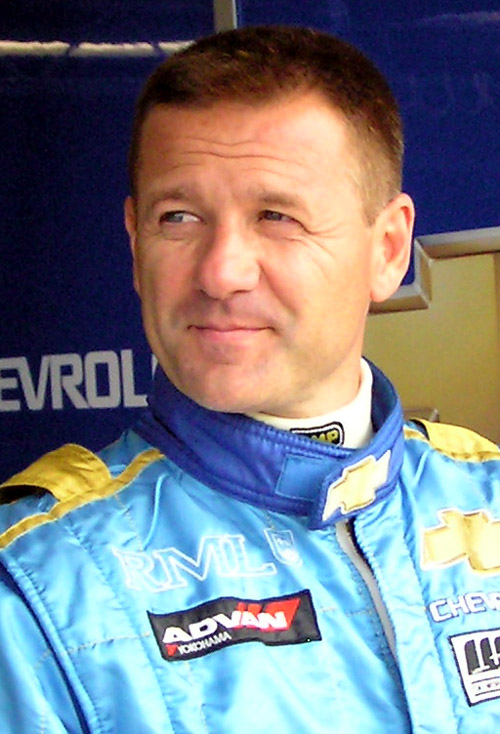
Nicola Larini (ici en 2006) rejoint l'écurie Modena pour sa cinquième saison en Formule 1.

Le poste de premier pilote est confié à l'Italien Nicola Larini,. Larini fait ses débuts en karting à l'âge de seize ans puis rejoint le championnat italien de Formule Abarth en 1983. Deux ans plus tard, il intègre le championnat d'Italie de Formule 3 au sein de l'écurie Coloni avec laquelle il remporte le titre en 1986. En 1987, il participe avec Forti Corse, au championnat international de Formule 3000 et prend part aux débuts de Coloni en Formule 1. En 1988, Larini est recruté par la petite écurie Osella avec laquelle il réalise sa première saison complète dans la discipline-reine du sport automobile. L'année suivante, il se fait remarquer par quelques coups d'éclats, notamment en se hissant, pendant une dizaine de tours, à la troisième place du Grand Prix du Canada 1989, disputé sous la pluie, avant d'abandonner sur un problème électrique. En 1990, il rejoint Ligier, alors en déclin. Malgré une monoplace plus véloce que l'Osella, Larini se montre moins performant et est régulièrement dominé par son équipier Philippe Alliot. L'écurie française le congédie à l'issue de la saison. Au sein de Modena Team, la monoplace de Larini est préparée par Mario Tollentino, l'un de ses concepteurs,,.

### Eric van de Poele

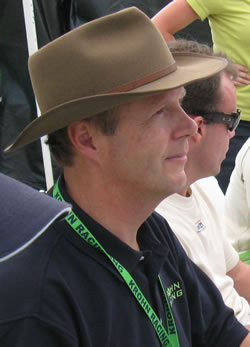
Eric van de Poele (ici en 2008) fait ses débuts en Formule 1 en 1991.

Alors que les observateurs pensent qu'une seule voiture sera engagée en championnat, Modena organise une séance d'essais entre l'Italien Marco Apicella et le Belge Eric van de Poele pour départager le poste de second pilote. Plus rapide, ce dernier fait alors ses débuts en Formule 1 en qualité de second pilote, moyennant l'apport d'un petit budget de complément tandis qu'Apicella devient le pilote-essayeur de l'écurie,,. Van de Poele débute en sport automobile en 1983 en remportant le volant Avia La Châtre. Il commence sa carrière en monoplace dans le championnat de France de Formule 3 en 1984. Pilote éclectique, il dispute en 1985 le championnat de Belgique et Benelux de Formule Ford, termine la saison champion et troisième du championnat de Belgique en Groupe N avec BMW Belgium. En 1986, il court en championnat de Belgique de tourisme, toujours avec BMW Belgium, participe à trois courses du championnat de Grande-Bretagne de Formule 3 et à trois courses du championnat d'Europe de Groupe A. En 1987, il devient champion d'Allemagne de Groupe A avec Zakspeed qui engage les BMW officielles en DTM. Il remporte cette même année les 24 Heures de Spa avec Jean-Michel Martin et Didier Theys au volant d'une BMW M3 e30 et participe également au championnat d'Allemagne de Formule 3. En 1988 il dispute le championnat d'Europe de Groupe A et termine cinquième au sein du Team officiel BMW Schnitzer. En 1989, van de Poele dispute sa première saison en championnat intercontinental de Formule 3000 au sein de l'écurie GA Motorsports. Il termine cinquième du championnat mais il faut attendre 1990 pour qu'il brille dans la discipline en remportant trois victoires (Pau, Birmingham et Nogaro) et termine vice-champion. La monoplace d'Eric van de Poele est préparée par Dave Morgan, un ancien pilote devenu ingénieur, qui a disputé le Grand Prix de Grande-Bretagne 1975,,.

## La Lamborghini 291 en championnat du monde

### Un début de championnat modeste
Avec trente-quatre pilotes engagés pour le championnat du monde de Formule 1 1991, chaque Grand Prix débute le vendredi matin par une séance de préqualification qui permet d'éliminer quatre pilotes avant même le début de l'épreuve. Ces préqualifications concernent les écuries les moins bien classées lors de la saison précédente, la Scuderia Italia et Coloni mais aussi les nouvelles équipes inscrites en championnat, Modena Team, Fondmetal et Jordan Grand Prix. Mise à part cette dernière, les observateurs pointent du doigt le manque cruel de moyens financiers de ces petites écuries, ce qui pourrait les conduire à disparaître rapidement, comme cela a été le cas pour Onyx Grand Prix, Eurobrun Racing et Life Racing Engines qui n'ont pas tenu plus de deux saisons à la fin des années 1980,.

#### Première course au Grand Prix des États-Unis

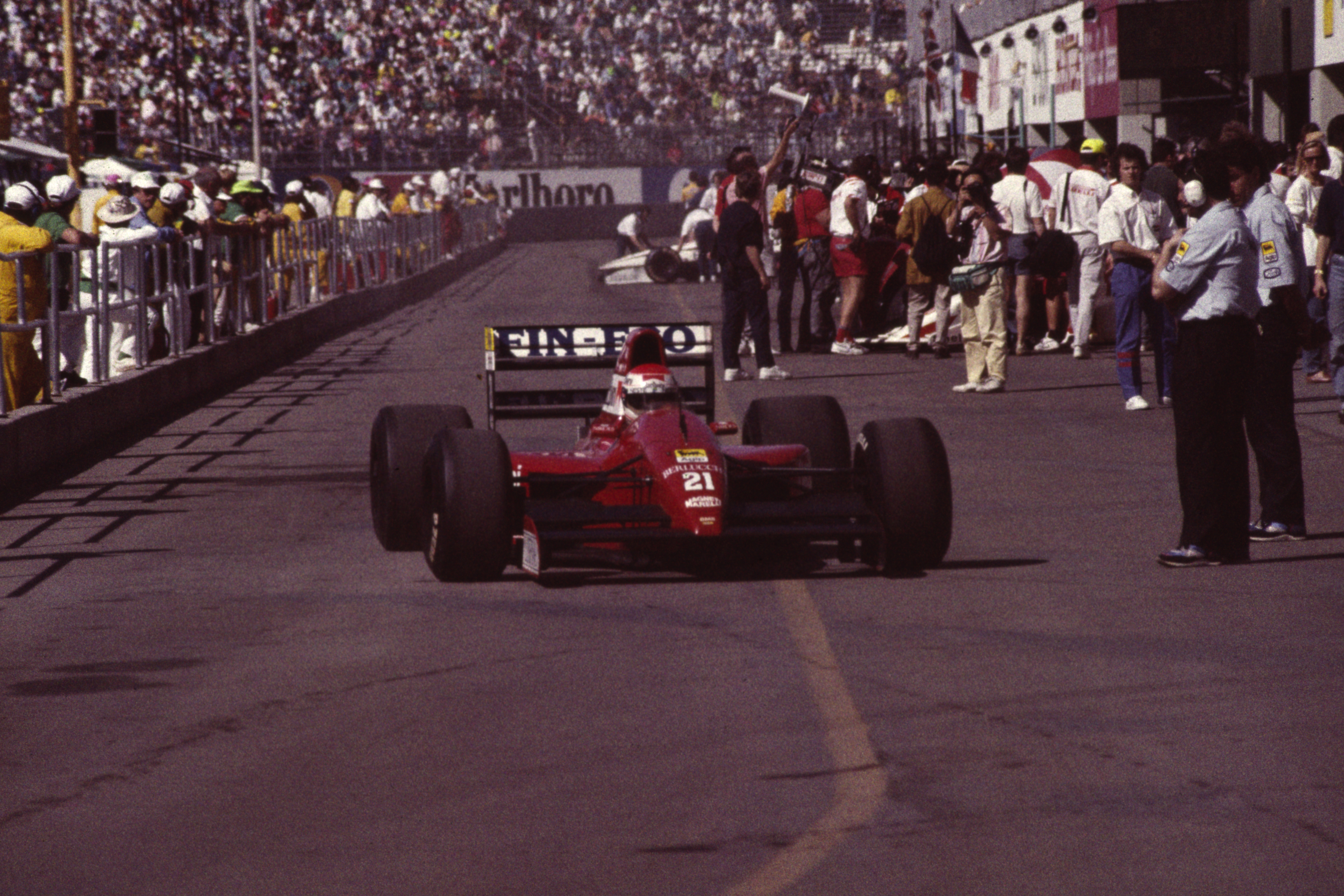
Au Grand Prix des États-Unis, la Lamborghini 291 de Nicola Larini est plus performante que cette Dallara 191, une monoplace de milieu de grille.

Pour le premier Grand Prix de l'écurie, au début du mois de mars aux États-Unis, manche inaugurale du championnat du monde, sur le circuit urbain de Phoenix, Eric van de Poele réalise le huitième et dernier temps de la séance de préqualification en 1 min 37 s 046, à près de sept secondes de Nicola Larini, troisième et avant-dernier préqualifié en 1 min 30 s 244. Le Belge n'a pas été en mesure de défendre ses chances puisqu'il a été contraint de laisser sa monoplace à son équipier, dont la voiture souffre d'un problème de direction,.
Les différentes séances d'essais voient la 291 évoluer en milieu de peloton. Lors de la première session d'essais libres, Larini, auteur du vingt-et-unième temps, tourne en 1 min 29 s 384, à 5,8 secondes de la McLaren MP4/6 d'Ayrton Senna. L'après-midi, il prend la vingt-et-unième place provisoire sur la grille, en 1 min 27 s 761. Le lendemain matin, à l'occasion de la seconde séance d'essais libres, l'Italien augmente son rythme et se classe quinzième, en 1 min 26 s 061, à moins de deux secondes de Riccardo Patrese sur Williams. L'après-midi, il améliore sa performance de la veille : évoluant en 1 min 25 s 791, à plus de quatre secondes de la pole position de Senna (McLaren), Larini s'empare de la dix-septième place sur la grille,.
Lors du warm-up du dimanche matin, Nicola Larini effectue des tours lents : vingt-cinquième en 1 min 34 s 638, à 6,8 secondes du meilleur temps de Senna, il ne devance que la Minardi M191 de Gianni Morbidelli.
En course, Larini se bat dans le ventre mou du peloton. Son arrêt aux stands, au trente-neuvième tour, est compliqué puisque ses mécaniciens ont du mal à dévisser l'écrou de sa roue arrière droite. L'Italien profite néanmoins des nombreux abandons pour rallier l'arrivée, en septième position, à trois tours de Senna, ce qui constitue le meilleur résultat de l'histoire de l'écurie Modena, tant en qualifications qu'en course,. En rythme de course, la 291 rend trois secondes aux Ferrari 642 de Jean Alesi et Alain Prost mais se montre plus véloce que les Dallara 191, les Footwork A11C, les Brabham BT60Y et les AGS JH25B, prouvant 
que Modena Team a le potentiel pour se battre en milieu de peloton.

#### Première non-préqualification au Brésil
Fin mars se tient le Grand Prix du Brésil, sur le circuit d'Interlagos. La séance de préqualification s'avère difficile pour les pilotes de l'écurie Modena dont les mécaniciens éprouvent des difficultés à déceler et réparer les pannes du moteur V12 Lamborghini. De ce fait, Eric van de Poele évolue en 1 min 21 s 919 et Nicola Larini en 1 min 22 s 944. Rendant au moins une seconde et demi au dernier préqualifié, Emanuele Pirro sur Scuderia Italia, le Belge et l'Italien cinquième et sixième, échouent à se préqualifier,.

#### Eric van de Poele proche de l'exploit à Saint-Marin
Cinq semaines plus tard, fin avril, le plateau se rend sur le circuit d'Imola pour disputer le Saint-Marin qui marque le début de la saison européenne. Lors de la séance préqualificative, Eric van de Poele, auteur du quatrième temps en 1 min 26 s 117, peut poursuivre le reste du weekend de course alors que Nicola Larini, septième et avant-dernier en 1 min 26 s 886 échoue à se préqualifier.
Lors des séances d'essais, Eric van de Poele évolue sur un rythme modeste mais suffisant pour éviter une non-qualification. Pour la première séance d'essais libres, le néophyte belge évolue en 1 min 27 s 410, se classant dix-neuvième, à 4,7 secondes d'Ayrton Senna (McLaren). L'après-midi, il obtient la vingt-et-unième place provisoire sur la grille, en 1 min 26 s 550, à 4,6 secondes de Senna. La journée du samedi, disputée sous la pluie, ne permet pas d'améliorer les temps de la veille : à l'occasion de la seconde séance d'essais libres, Van de Poele, vingtième, tourne en 1 min 57 s 157, à plus de 12 secondes de Gerhard Berger (McLaren). Pour la deuxième séance qualificative, le pilote de Modena Team réalise le dix-huitième temps sur vingt-deux participants, en 1 min 47 s 619, à sept secondes de Berger. Dix-septième sur la grille, Eric van de Poele obtient sa première, et unique, qualification de la saison,.
Durant la séance d'échauffement du dimanche matin, le Belge évolue à nouveau sur piste sèche, mais à un rythme lent puisque, moins véloce de 6,7 secondes que Berger, il se contente du vingt-et-cinquième et avant-dernier temps, en 1 min 32 s 563 et ne devance que la Brabham BT60Y de Mark Blundell.
La course se dispute sur une piste détrempée par un orage qui a éclaté quelques minutes avant le départ, lors duquel Eric van de Poele, qui a gagné six places, se retrouve quinzième à la fin du premier tour. Profitant de quelques abandons, il est septième au moment de son unique changement de pneumatiques et repart onzième. En lutte contre son compatriote Thierry Boutsen sur Ligier tout au long de l'épreuve, il s'en débarrasse au cinquante-cinquième tour, ce dernier subissant une panne de son moteur. Cinquième de la course et proche de marquer ses premiers points en Formule 1 pour sa première qualification à un Grand Prix, van de Poele tombe en panne d'essence lors du dernier tour, alors que son ordinateur de bord indique qu'il reste vingt-six litres d'essence dans le réservoir de sa Lamborghini 291. Par radio, le Belge demande ce qu'il peut faire à Dave Morgan, son ingénieur de course, qui lui répond : « La seule chose que tu peux faire, c'est pleurer. » Il est finalement classé neuvième, à trois tours du vainqueur, Ayrton Senna. « Pas contrarié » par la défaillance de sa monoplace, Van de Poele déclare avoir fait « une bonne course »,,,,. Rendant quatre secondes aux McLaren MP4/6, les meilleures monoplaces du plateau, la 291 affiche un rythme honorable en course puisqu'elle est plus rapide qu’une dizaine de voitures, dont les Lola 91 de l'écurie Larrousse, confirmant le potentiel de Modena Team lorsqu'elle parvient à se qualifier pour un Grand Prix.
Dès cette épreuve, des tensions apparaissent au sein de l'écurie : Jaime Manca Graziadei, le team manager de Modena, dénonce le fait que Mauro Forghieri est le seul véritable dirigeant de la petite structure italienne, au point qu'il ne laisse personne exercer la moindre influence sur la direction de l'écurie.

### Cinq non-préqualifications consécutives jusqu'en milieu de championnat

#### Manque de rythme à Monaco
Le deuxième quart du championnat s'avère compliqué pour Modena Team qui ne parvient plus à se préqualifier pour le moindre Grand Prix. À Monaco, à la mi-mai, la Lamborghini 291 manque de puissance : lors de la séance préqualificative, Nicola Larini, cinquième et premier éliminé, tourne en 1 min 25 s 893, à plus d'une seconde des concurrents qui le précèdent. Eric van de Poele, sixième, effectue son meilleur temps en 1 min 26 s 282,.

#### L'arrivée de Central Park dans le capital de l'écurie au Canada
En marge du Grand Prix du Canada, au début du mois de juin, 40 % des parts de Modena Team, alors fortement endettée, sont vendus à la société japonaise Central Park, qui soutient désormais la petite écurie italienne. Lamborghini refuse d'investir le moindre centime dans l'écurie, d'autant plus que Chrysler envisage de revendre la société italienne, dont les ventes de la Lamborghini Diablo sont en baisse. Ce scénario laisse présager un éventuel désengagement de Lamborghini en Formule 1,. Sur la piste, la 291 manque d'adhérence et est de moins en moins performante : lors des préqualifications disputées sur le circuit Gilles-Villeneuve, Larini évolue en 1 min 25 s 738, à deux secondes de Bertrand Gachot (Jordan), quatrième et dernier préqualifié, alors que van de Poele tourne en 1 min 26 s 900. Sixième et septième de la séance, les pilotes Modena ne devancent que la Coloni C4 de Pedro Chaves, la monoplace la plus lente du plateau,.

#### Larini disqualifié des préqualifications au Mexique
Au Grand Prix du Mexique, à la mi-juin sur le circuit de Mexico, Nicola Larini se préqualifie sous la pluie avec le troisième temps de la séance en 1 min 29 s 588 mais les commissaires le disqualifient en raison d'un aileron arrière trop haut de huit millimètres. Eric van de Poele, à nouveau dominé par son équipier, ne réalise que le cinquième temps après le déclassement de Larini, en 1 min 30 s 655, et manque sa préqualification pour seulement cinquante-six millièmes de seconde,.

#### Multiples casses en France
Début juillet se tient, sur le circuit de Nevers Magny-Cours, le Grand Prix de France, où les pilotes de l'écurie Modena échouent à nouveau à se préqualifier ; ils ne devancent que la Coloni C4 de Pedro Chaves : sixième en 1 min 20 s 628, Nicola Larini rate sa préqualification pour plus de trois dixièmes de seconde et casse un amortisseur de sa Lamborghini 291. De son côté, Eric van de Poele détruit sa monoplace en tapant le mur et se contente du septième temps, en 1 min 21 s 304,.

#### Dernière participation aux préqualifications en Grande-Bretagne
Deux semaines plus tard, à Silverstone à l'occasion du Grand Prix de Grande-Bretagne, la Lamborghini 291 manque toujours d'adhérence et rend deux secondes aux pilotes préqualifiés : Nicola Larini ne réalise que le sixième temps de la séance en 1 min 28 s 042, juste devant Eric van de Poele, septième en 1 min 28 s 827. Les deux pilotes de l'écurie italienne ne devancent à nouveau que la Coloni C4 de Pedro Chaves,.

### Modena dispensée des préqualifications pour la deuxième moitié du championnat

#### Un seul tour de Larini en Allemagne

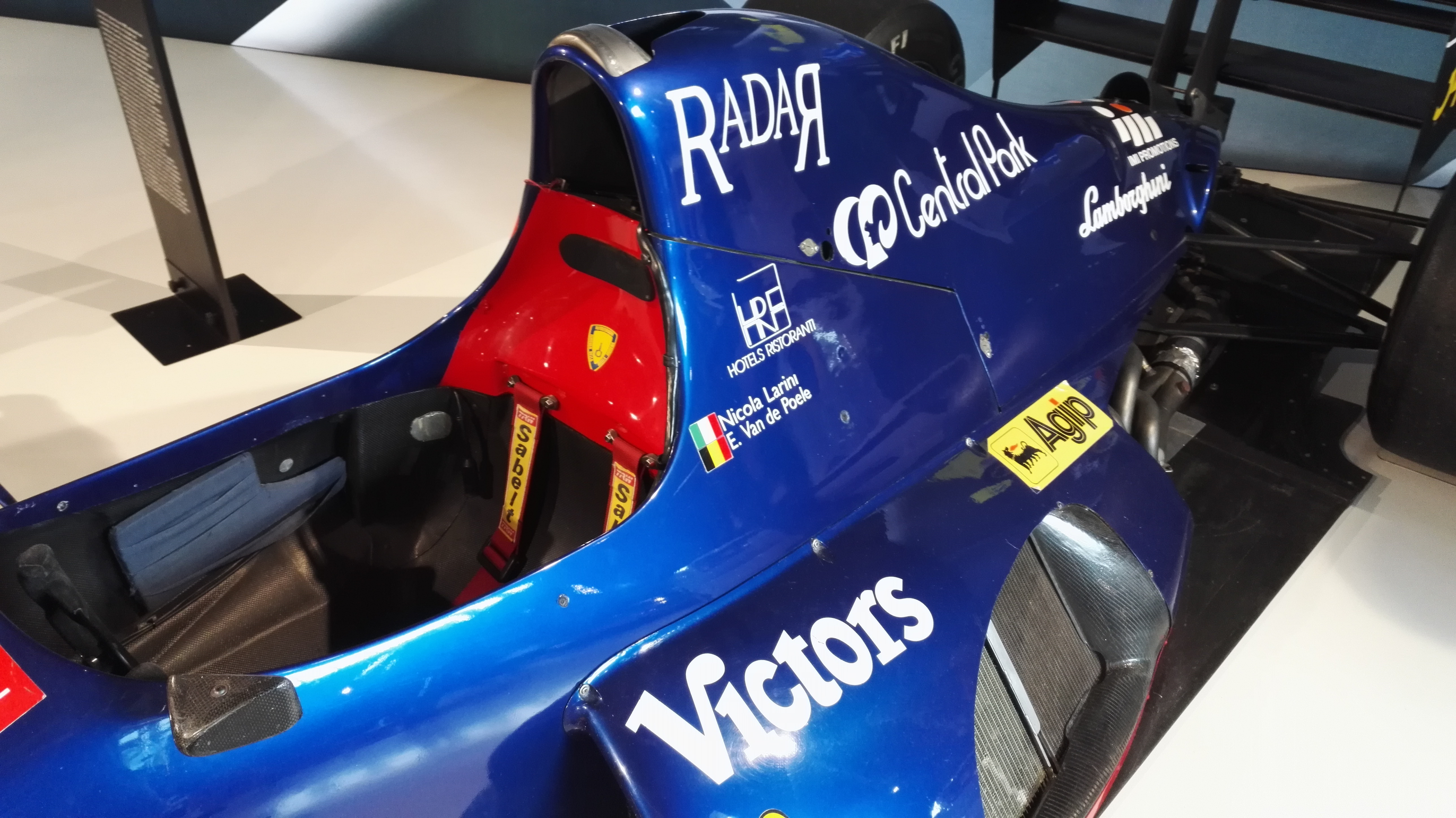
Le cockpit de la Lamborghini 291.

La septième place de Nicola Larini au Grand Prix des États-Unis permet à Modena Team d'être dispensée des préqualifications à partir du Grand Prix d'Allemagne qui marque le début de la deuxième moitié de la saison. Pour autant, Eric van de Poele échoue systématiquement à se qualifier pour la moindre course. Dans le même temps, Carlo Patruccio, le propriétaire de l'écurie, propose à Gérard Larrousse, le patron éponyme de l'écurie de fusionner leurs deux équipes puis à Adrian Reynard, qui projette de d'engager sa propre écurie en Formule 1, mais ne dispose pas de financements suffisants,.
Fin juillet, sur le circuit d'Hockenheim, lors des premiers essais libres, Eric van de Poele, en 1 min 44 s 950, s'empare du vingt-cinquième temps, à 6,6 secondes de Nigel Mansell (Williams) tandis que Nicola Larini, vingt-huitième en 1 min 46 s 328, ne devance que la Lotus 102B de Michael Bartels et la Lola 91 d'Aguri Suzuki. Pour la première séance qualificative, le Belge domine à nouveau son équipier en prenant la vingt-cinquième place provisoire, en 1 min 44 s 489, alors que Larini, en 1 min 44 s 596, est vingt-sixième, à plus de sept secondes de Mansell. À l'occasion de la seconde séance d'essais libres, l'Italien remonte à la vingtième place en 1 min 43 s 271, à 6,2 secondes de Mansell. Son équipier, qui effectue son meilleur temps en 1 min 47 s 038, est relégué au vingt-huitième rang, juste devant la Ligier JS35B d'Erik Comas et la Jordan 191 de Bertrand Gachot. L'après-midi, la plupart des pilotes améliorent leurs performances de la veille en qualifications : Larini se qualifie en vingt-quatrième position, en 1 min 43 s 035, à près de six secondes de la pole position établie par Mansell. De son côté, Eric van de Poele est victime d'un capteur défaillant sur sa monoplace : auteur du trentième et dernier temps de la séance en 1 min 44 s 207, il ne se qualifie pas,,.
Les pilotes effectuent des tours lents lors de la séance d'échauffement du dimanche matin : Larini tourne en 1 min 49 s 219, à 5,3 secondes à Mansell ; il ne devance que la Dallara 191 de la Scuderia Italia pilotée par Jyrki Järvilehto et les deux pilotes de l'écurie Brabham, Martin Brundle et Mark Blundell.
La course tourne court pour Larini : dès le premier virage, Mika Häkkinen (Team Lotus) harponne la Brabham BT60Y de Blundell. Larini, juste derrière ces deux pilotes, tente d'éviter la monoplace du Britannique mais part en tête-à-queue, cale et abandonne,.

#### Nouvelle prestation anonyme en Hongrie
Deux semaines plus tard, début août se tient le Grand Prix de Hongrie sur le Hungaroring. La première séance d'essais libres, le vendredi, s'avère difficile pour l'écurie Modena puisque Nicola Larini réalise le vingt-huitième temps en 1 min 27 s 261 ; il ne devance que la Lotus 102B de Mika Häkkinen et Eric van de Poele, trentième et dernier, avec un meilleur temps en 1 min 29 s 319, à plus de dix secondes de la meilleure performance établie par Ayrton Senna (McLaren). Pour la première manche qualificative, Larini tourne en 1 min 24 s 316, à plus de six secondes de Gerhard Berger (McLaren), et prend la vingt-cinquième place provisoire tandis que van de Poele est toujours trentième, en 1 min 27 s 339. Le lendemain matin, à l'occasion de la seconde séance libre, le Belge se montre plus en verve : avec un meilleur temps de 1 min 22 s 465, il est vingt-cinquième mais reste dominé par son expérimenté équipier, vingt-deuxième en 1 min 22 s 099, à 4,2 secondes de Senna. Lors de la deuxième session de qualification, l'Italien améliore sa performance de la veille en 1 min 21 s 896 et se qualifie en vingt-quatrième place. Son équipier, vingt-neuvième et non-qualifié, tourne en 1 min 23 s 162 : alors qu'il était en passe de se qualifier, chaussé des pneumatiques les plus tendres, il part en tête-à-queue lors de son tour rapide,.
Durant le warm-up du dimanche matin, Nicola Larini réalise le vingt-troisième temps en 1 min 26 s 172 à 4,8 secondes d'Alain Prost (Ferrari). Il ne distance que la Dallara 191 de Jyrki Järvilehto, la Brabham BT60Y de Martin Brundle et la Tyrrell 020 de Satoru Nakajima.
En course, Larini offre une prestation anonyme et reste en queue de peloton. Il effectue son arrêt ravitaillement au vingt-sixième tour alors qu'il est dix-neuvième, puis repart vingt-et-unième. Il observe un nouvel arrêt au quarante-septième tour et ressort de la voie des stands en dix-huitième position. À deux boucles de l'arrivée, la boîte de vitesses de sa monoplace se bloque, le contraignant à finir sa course à faible allure ; dépassé par Mika Häkkinen (Lotus) et Nakajima, il franchit l'arrivée seizième et dernier, à trois tours du vainqueur Ayrton Senna,,. Le rythme en course de la Lamborghini 291 s'avère plus lent que lors du Grand Prix de Saint-Marin : toujours à 3,8 secondes des meilleures monoplaces du plateau, elle ne domine plus que les Lola 91 de l'écurie Larrousse et les Dallara 191 de la Scuderia Italia.

#### Non-qualification en Belgique
Le Grand Prix de Belgique se tient fin août sur le circuit de Spa-Francorchamps, un tracé qui ne convient pas à la Lamborghini 291 : souffrant d'une carence d'effet de sol, la monoplace est dotée d'imposants ailerons pour compenser cette défaillance aérodynamique, ce qui la pénalise sur les circuits rapides. Lors des premiers essais libres, Eric van de Poele, en 1 min 58 s 862, n'est que vingt-sixième à 8,5 secondes de la McLaren MP4/6 de Gerhard Berger. Le Belge, victime d'une violente sortie de piste dans le virage de Blanchimont, est transporté à l'hôpital Sart Tilman de Liège. Choqué mais ne souffrant d'aucune séquelle, il peut participer au reste du weekend de course. Nicola Larini, encore plus lent (2 min 0 s 441) se classe vingt-neuvième,,. Lors de la première séance qualificative, van de Poele n'effectue qu'un seul tour lent tandis que son équipier effectue le vingt-sixième temps provisoire, en 1 min 56 s 561, à 7,5 secondes d'Ayrton Senna (McLaren). Le lendemain matin, à l'occasion de la deuxième séance d'essais libres, Larini est vingt-quatrième, avec un meilleur tour en 1 min 54 s 922, plus lent de près de cinq secondes que celui de Nigel Mansell (Williams) tandis qu'Eric van de Poele est vingt-neuvième en 1 min 57 s 188, ne devançant que la Footwork FA12C d'Alex Caffi. Durant la dernière séance qualificative, la plupart des pilotes améliorent leurs performances mais aucun pilote Modena Team ne se qualifie : Larini est vingt-huitième temps en 1 min 54 s 781, à près d'une seconde du vingt-sixième et dernier qualifié, Erik Comas, pilotant une Ligier JS35B équipée du même moteur V12 Lamborghini que la 291. Eric van de Poele est trentième et dernier, en 1 min 57 s 746, à près de dix secondes de la pole position de Senna,.

#### Problèmes électriques et fuite d'huile en Italie
Début septembre, lors des premiers essais libres du Grand Prix d'Italie, organisés sur le tracé rapide de Monza, Nicola Larini s'empare du vingt-et-unième temps, en 1 min 25 s 936, tournant à 4,2 secondes de la Williams FW14 de Nigel Mansell. Son équipier Eric van de Poele est vingt-quatrième, bien plus lent que Larini puisqu'il tourne en 1 min 27 s 125. Pour la première séance qualificative, l'Italien est vingt-deuxième provisoire, en 1 min 25 s 717, à 4,5 secondes du meilleur temps d'Ayrton Senna (McLaren) tandis que van de Poele n'est que vingt-huitième en 1 min 27 s 110. Le Belge ne devance que la Lotus 102B de Michael Bartels et la Lola 91 d'Aguri Suzuki. Le lendemain, lors de la seconde séance libre, Larini, bien que plus lent que la veille, en 1 min 26 s 055, se hisse au vingtième rang, loin devant van de Poele, vingt-neuvième en 1 min 27 s 954, à 6,4 secondes de Riccardo Patrese (Williams). L'après-midi, Larini n'améliore pas son temps qualificatif de la veille : vingt-quatrième temps de la séance, en 1 min 25 s 934, il se qualifie en vingt-troisième position. Eric van de Poele, dont la monoplace est victime de problèmes électriques tout au long du weekend, améliore légèrement et obtient le vingt-huitième temps, en 1 min 27 s 099. Classé à la vingt-neuvième place des qualifications, juste devant Suzuki, il n'est à nouveau pas autorisé à participer à la course,.
À l'occasion du warm-up du dimanche matin, Larini n'effectue que des tours lents et réalise le vingt-sixième temps en 1 min 34 s 267, à 8,3 secondes d'Alain Prost (Ferrari). L'Italien livre une prestation anonyme en course : dès le treizième tour, alors qu'il est dix-neuvième, il s'arrête au stand pour faire colmater une fuite d'huile et repart au bout de quelques minutes en dernière position. Trop attardé, il reste lanterne rouge tout au long de l'épreuve et termine seizième et dernier, à cinq tours du vainqueur Nigel Mansell ; il s'agit de la dernière fois qu'une monoplace de l'écurie Modena rallie l'arrivée,. Le rythme de course de la 291 reste modeste, puisqu'elle évolue à plus de deux secondes des équipes de pointe, mais il est similaire à celui des Leyton House CG911 et des Dallara 191, d'autres monoplaces de fond de grille.

### La fin du partenariat entre Modena et Lamborghini

#### Non-qualification au Portugal

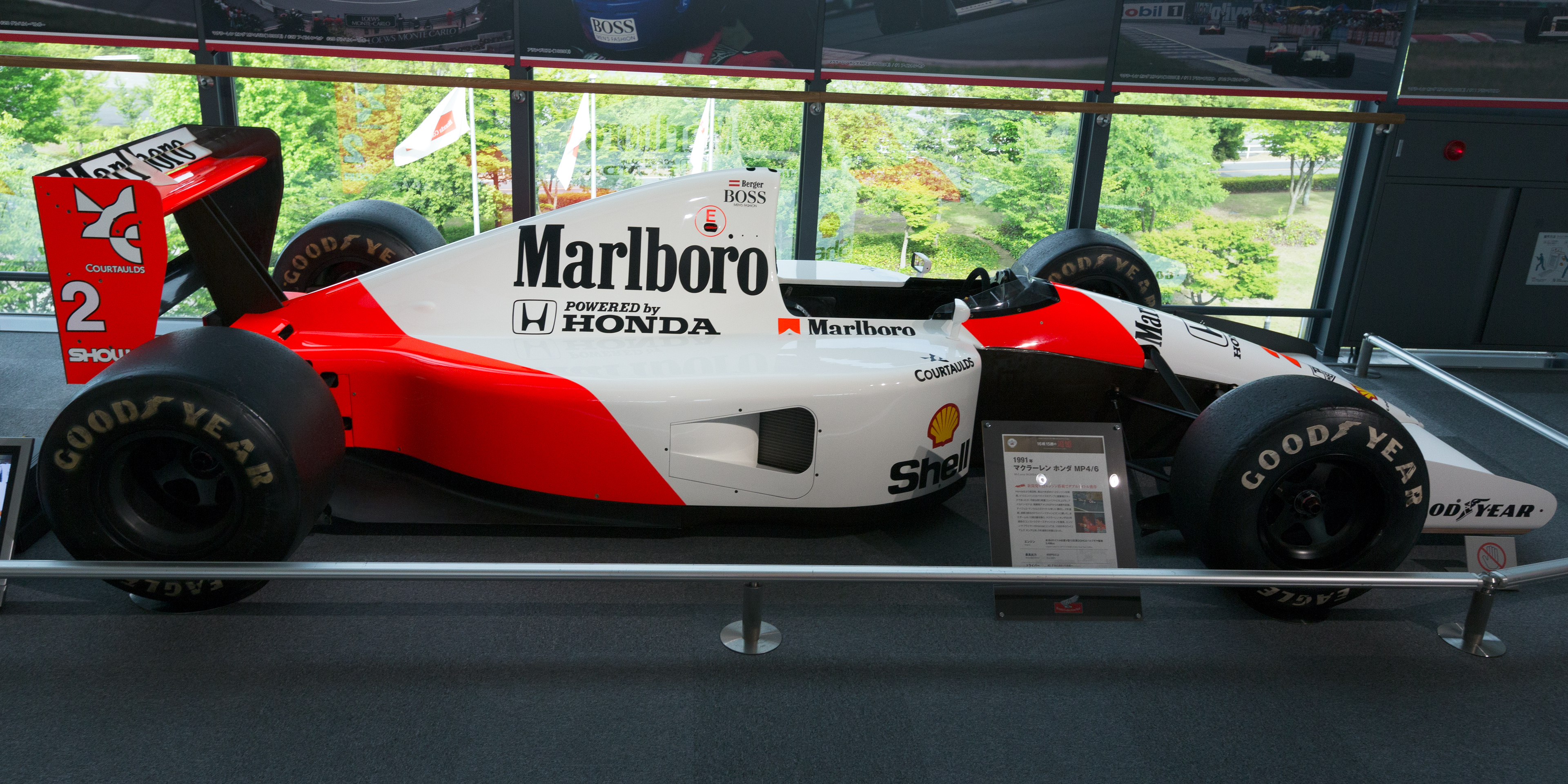
À partir du Grand Prix du Portugal, la Lamborghini 291 arbore des pontons inspirés de ceux de la McLaren MP4/6.

Pour la treizième manche de la saison, disputée du 20 au 22 septembre au Portugal à Estoril, la Lamborghini abandonne ses pontons inclinés pour une architecture plus classique, inspirée de la McLaren MP4/6, la monoplace la plus véloce du plateau. En dépit de cette innovation, la monoplace de l'écurie Modena manque de tenue de route sur le tracé portugais. Pour la première session d'essais libres, les deux pilotes de la petite écurie italienne occupent les dernières places : vingt-neuvième en 1 min 20 s 043, Eric van de Poele rend 5,8 secondes au temps de référence de Riccardo Patrese (Williams) et devance, une fois n'est pas coutume, Nicola Larini, trentième en 1 min 22 s 315. L'après-midi, van de Poele (1 min 20 s 411) et Larini (1 min 21 s 612) conservent leurs positions de la première séance qualificative : le Belge rend une seconde et demie à Mika Häkkinen (Team Lotus), qui le devance immédiatement au classement, et à plus de sept secondes du meilleur temps établi par Gerhard Berger (McLaren). Le lendemain matin, à l'occasion de la deuxième séance libre, le Belge est vingt-sixième en 1 min 18 s 164, à 4,5 secondes de Patrese tandis que Larini est vingt-septième, en 1 min 18 s 171. L'après-midi, les deux pilotes améliorent leurs performances de la veille, mais c'est insuffisant pour quitter les deux dernières places du classement : Larini, vingt-neuvième en 1 min 18 s 139, et van de Poele, trentième en 1 min 18 s 266, rendent une demi-seconde à Häkkinen, vingt-sixième et dernier qualifié, et plus de cinq secondes à la pole position de Patrese,.

#### Lamborghini lâche Modena en Espagne
En marge du Grand Prix d'Espagne, disputé une semaine plus tard sur le circuit de Barcelone, Chrysler prend le contrôle de Lamborghini Engineering, la division sportive de Lamborghini. L'objectif de la firme américaine est de renforcer l'encadrement de Mauro Forghieri, en train de développer un nouveau moteur V12 Lamborghini. De plus, Chrysler annonce que seules les écuries Larrousse et Minardi disposeront de ce bloc en 1992 : Lamborghini met ainsi officiellement un terme au soutien de l'écurie Modena.
Dès les premiers essais libres du vendredi matin, la 291 démontre à nouveau son manque d'adhérence : Nicola Larini, vingt-neuvième en 1 min 26 s 281 à 6,5 secondes de Nigel Mansell (Williams), ne devance que son équipier qui évolue en 1 min 27 s 271. L'après-midi, le Belge conserve sa dernière place lors de la première session qualificative, où il tourne en 1 min 27 s 501, à près de neuf secondes d'Ayrton Senna (McLaren). Larini prend la vingt-huitième place provisoire, en 1 min 25 s 330, juste devant Michael Bartels (Team Lotus). Le lendemain matin, lors de la seconde séance libre, L'Italien progresse légèrement en se hissant au vingt-septième rang, avec un meilleur tour en 1 min 24 s 884, à 5,4 secondes de Mansell, tandis que van de Poele demeure toujours trentième, en 1 min 26 s 837. Le Belge, à nouveau dernier de la deuxième séance de qualifications (1 min 27 s 566), n'améliore pas son temps de la veille et est éliminé, tout comme Larini : vingt-septième de la séance en 1 min 26 s 109, il prend la vingt-huitième place définitive des qualifications,.

#### De nombreuses pannes moteurs au Japon

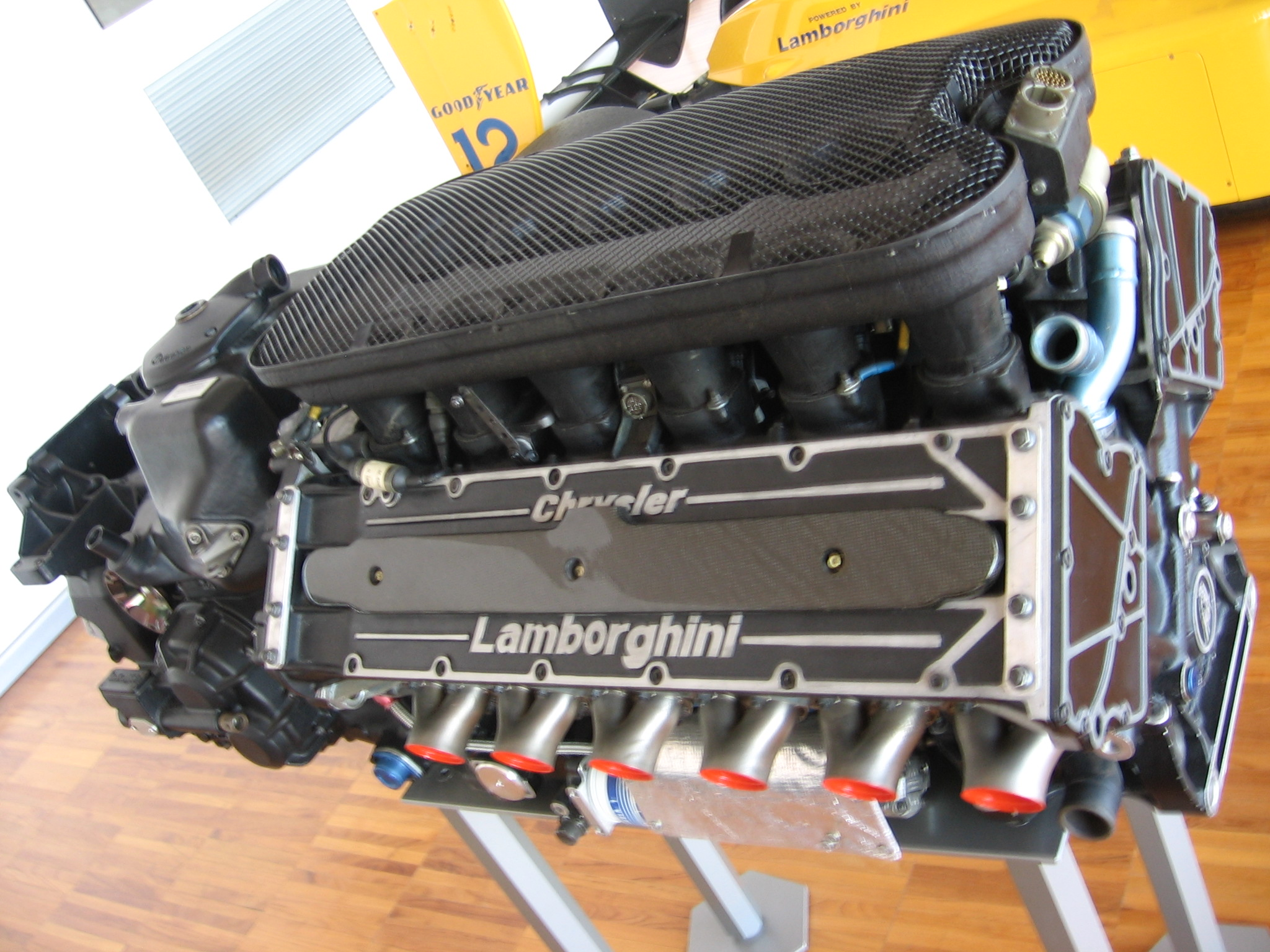
Le moteur V12 Lamborghini 3512 s'avère peu fiable et peu performant.

Peu après la manche espagnole, Modena charge l'ingénieur argentin Sergio Rinland de concevoir un nouveau châssis pour 1992. Cette monoplace doit être associée à un moteur V8 Judd, considéré comme l'un des moins performants du plateau. Dans le même temps, Chrysler limoge Mauro Forghieri à la direction de Lamborghini Engineering, et le remplace par François Castaing.
Fin octobre se tient l'avant-dernière manche du championnat, au Japon sur le circuit de Suzuka. Cette épreuve ne met pas en valeur les 291, dont les moteurs V12 tombent très régulièrement en panne. Lors de la première séance d'essais libres, Nicola Larini tourne en 1 min 45 s 555, à huit secondes d'Ayrton Senna (McLaren) et n'est suivi que par Erik Comas (Ligier) et Eric van de Poele qui, dernier en 1 min 49 s 628, ne fait que des tours lents. L'après-midi, alors que vingt-neuf pilotes poursuivent le Grand Prix à la suite du grave accident d'Éric Bernard (Larrousse), Larini prend la vingt-huitième place provisoire des qualifications, en 1 min 43 s 057, juste devant son équipier (1 min 46 s 641) à plus de dix secondes du meilleur temps établi par Gerhard Berger (McLaren). Le lendemain, les problèmes moteurs persistent : Eric van de Poele, vingt-huitième en 1 min 43 s 841, réussit néanmoins à devancer son équipier qui évolue en 1 min 45 s 976, à dix secondes de Berger. L'après-midi, lors de la deuxième séance qualificative, les deux pilotes Modena améliorent un peu leurs performances de la veille : Larini, de nouveau vingt-huitième, tourne en 1 min 42 s 492, juste devant son équipier, en 1 min 42 s 724. La 291 rend deux secondes à Alex Caffi (Footwork), vingt-sixième et dernier pilote qualifié,.

#### Dernière qualification pour le Grand Prix d'Australie
En marge de l'ultime épreuve de la saison, le Grand Prix d'Australie, disputé sur le circuit urbain d'Adélaïde, Modena Team annonce quitter la Formule 1, Carlo Patruccio, n'ayant plus les moyens d'assurer la survie de son écurie,.
Lors des premiers essais libres, Nicola Larini démontre le potentiel de la Lamborghini 291 sur les tracés urbains en s'emparant du dix-septième temps, en 1 min 18 s 603, à 3,6 secondes de Gerhard Berger (McLaren). Eric van de Poele, trentième et dernier, doit faire face à des problèmes d'amortisseurs et ne tourne qu'en 1 min 20 s 532. L'Italien rétrograde néanmoins à la vingt-troisième place provisoire des qualifications, avec un meilleur temps en 1 min 19 s 076 tandis que son équipier profite des déboires des pilotes de l'écurie Larrousse pour prendre la vingt-huitième place, en 1 min 20 s 123, à moins de six secondes d'Ayrton Senna (McLaren). Le lendemain matin, à l'occasion de la deuxième séance libre, le Belge tourne sans problème majeur : en 1 min 18 s 566, il réalise le vingt-quatrième temps, à 4,2 secondes de Berger. Larini, plus performant en 1 min 17 s 815, se classe dix-neuvième. L'après-midi, il améliore son temps qualificatif de la veille : dix-septième de la deuxième séance en 1 min 17 s 936, il se qualifie dix-neuvième. Eric van de Poele tourne en 1 min 19 s 000 mais, avec une vingt-neuvième place définitive, ne devance que la Lola 91 de Bertrand Gachot et manque de se qualifier pour huit dixièmes de seconde,.
Pour la dernière séance d'échauffement de la saison, Nicola Larini réalise le vingt-troisième temps, en 1 min 22 s 414, à 3,5 secondes de Berger ; il devance néanmoins les deux pilotes Lotus, Johnny Herbert et Mika Häkkinen. La course tourne court pour l'Italien : au sixième tour, sous le déluge, il part en aquaplanage dans le virage Brabham Straight et heurte la Ferrari 643 de Jean Alesi, parti à la faute au même endroit. Monoplace endommagée, Larini abandonne pour la dernière apparition d'une Lamborghini en Formule 1,,.

## Devenir des monoplaces
La Lamborghini 291 est exposée depuis 2001 au musée Lamborghini, à Sant'Agata Bolognese, en Italie.

## Résultats en championnat du monde de Formule 1
| Saison | Écurie          | Moteur               | Pneumatiques | Pilotes           | Courses | Courses | Courses | Courses | Courses | Courses | Courses | Courses | Courses | Courses | Courses | Courses | Courses | Courses | Courses | Courses | Points inscrits | Classement |
| Saison | Écurie          | Moteur               | Pneumatiques | Pilotes           | 1       | 2       | 3       | 4       | 5       | 6       | 7       | 8       | 9       | 10      | 11      | 12      | 13      | 14      | 15      | 16      | Points inscrits | Classement |
| ------ | --------------- | -------------------- | ------------ | ----------------- | ------- | ------- | ------- | ------- | ------- | ------- | ------- | ------- | ------- | ------- | ------- | ------- | ------- | ------- | ------- | ------- | --------------- | ---------- |
| 1991   | Modena Team SpA | Lamborghini V12 3512 | Goodyear     |                   | USA     | BRÉ     | SMR     | MON     | CAN     | MEX     | FRA     | GBR     | ALL     | HON     | BEL     | ITA     | POR     | ESP     | JAP     | AUS     | 0               | 14e        |
| 1991   | Modena Team SpA | Lamborghini V12 3512 | Goodyear     | Nicola Larini     | 7e      | Npq     | Npq     | Npq     | Npq     | Npq     | Npq     | Npq     | Abd     | 16e     | Nq      | 16e     | Nq      | Nq      | Nq      | Abd     | 0               | 14e        |
| 1991   | Modena Team SpA | Lamborghini V12 3512 | Goodyear     | Eric van de Poele | Npq     | Npq     | 9e      | Npq     | Npq     | Npq     | Npq     | Npq     | Nq      | Nq      | Nq      | Nq      | Nq      | Nq      | Nq      | Nq      | 0               | 14e        |

Légende : ici 